# Airbus A220
L'Airbus A220, anteriorment conegut com a Bombardier CSeries, és una sèrie d'avions bireactors de fuselatge estret i curt-mitjà abast desenvolupats per Bombardier Aerospace i actualment fabricats per Airbus. Les diferents versions de l'A220 tenen un abast d'entre 6.200 i 6.300 km (3.350 a 3.400 mn) i poden transportar fins a 160 passatgers.
Els orígens de l'A220 es remunten a mitjans de la dècada del 2000, quan fou concebut per Bombardier com a substitut d'avions més antics com el DC-9, l'MD-80, el Fokker 100, el Boeing 737 Classic i el BAe-146.

## Especificacions
| Variants                            | A220-100 (BD-500-1A10)                                                        | A220-300 (BD-500-1A11)                                                         |
| ----------------------------------- | ----------------------------------------------------------------------------- | ------------------------------------------------------------------------------ |
| Tripulació de vol                   | 2 pilots                                                                      | 2 pilots                                                                       |
| Passatgers                          | 108 (8 primera classe + 100 classe turista) fins a 133 tots en classe turista | 130 (12 primera classe + 118 classe turista) fins a 160 tots en classe turista |
| Distància entre seients             | 71 a 91 cm                                                                    | 71 a 91 cm                                                                     |
| Amplada dels seients                | 47 a 51 cm                                                                    | 47 a 51 cm                                                                     |
| Volum de càrrega                    | 23,7 m³                                                                       | 31,6 m³                                                                        |
| Longitud                            | 35,0 m                                                                        | 38,7 m                                                                         |
| Ales                                | longitud 35,1 m / àrea 112,3 m²                                               | longitud 35,1 m / àrea 112,3 m²                                                |
| Alçada                              | 11,5 m                                                                        | 11,5 m                                                                         |
| Diàmetre de fuselatge               | 3,7 m                                                                         | 3,7 m                                                                          |
| Cabina de passatgers                | 3,28 m d'amplada, 2,11 m d'alçada                                             | 3,28 m d'amplada, 2,11 m d'alçada                                              |
| Longitud de la cabina de passatgers | 23,7 m                                                                        | 27,5 m                                                                         |
| Pes màxim a l'envol (MTOW)          | 60.781 kg                                                                     | 67.585 kg                                                                      |
| Càrrega màxima                      | 15.127 kg                                                                     | 18.711 kg                                                                      |
| Capacitat de combustible            | 17.630 kg                                                                     | 17.213 kg                                                                      |
| Abast màxim                         | 2.950 milles nàutiques / 5.460 km                                             | 3.200 milles nàutiques / 5.920 km                                              |
| Velocitat de creuer                 | Mach .82 (470 nusos; 871 km/h) màxima, Mach .78 (447 nusos; 829 km/h) típica  | Mach .82 (470 nusos; 871 km/h) màxima, Mach .78 (447 nusos; 829 km/h) típica   |
| Recorregut d'enlairament (MTOW)     | 1.463 m                                                                       | 1.890 m                                                                        |
| Recorregut d'aterratge (MLW)        | 1.387 m                                                                       | 1.509 m                                                                        |
| Sostre de vol                       | 41.000 peus / 12.497 m                                                        | 41.000 peus / 12.497 m                                                         |
| Motors                              | 2× Pratt & Whitney PW1500G                                                    | 2× Pratt & Whitney PW1500G                                                     |
| Empenyiment                         | 84,1-103,6 kN                                                                 | 93,4-103,6 kN                                                                  |
| ICAO Type                           | BCS1                                                                          | BCS3                                                                           |